# Amys und Amylion
Die Sage von Amys und Amylion lässt sich in verschiedenen Kulturen von Indien bis zum Atlantik nachweisen. Amys und Amylion werden auch als Orestes und Pylades der mittelalterlichen Dichtung bezeichnet.

## Christianisierte Fassung
In ihrer christianisierten Fassung, die von einem Kleriker vor dem 14. Jahrhundert erstellt wurde, handelt sie von zwei geschworenen Brüdern. Die Geschichte enthält mehrere Wundererzählungen, die als Beweise für die Liebe und Treue zwischen den beiden dienen. Nach ihrem Tod im Kampf für Karl den Großen werden sie zunächst getrennt bestattet. Doch im Laufe der Nacht bewegen sich ihre Leichname aufeinander zu, bis sie am nächsten Morgen nebeneinander liegend gefunden werden. Der Schilderung dieses Ereignisses gehen die Worte voraus: "So wie Gott sie im Leben durch Eintracht und Liebe verbunden hatte, so wollte er nicht, dass sie im Tode voneinander getrennt würden." (Vgl. Markus 10,9 und Matthäus 19,6.)